# Gregório Gabras
Gregório Gabras (em grego: Γρηγόριος Γαβρᾶς) foi o filho do governador bizantino de Trebizonda, Teodoro Gabras. Quando esteve visitando a capital imperial, Constantinopla, com seu pai, envolveu-se amorosamente com a filha do sebastocrator Isaac Comneno. Tempos depois, quando sua mãe faleceu e seu pai casou-se novamente, desta vez com uma nobre alana, seu noivado foi desmanchado dado ao parentesco entre seu pai e sua noiva, e para evitar que Teodoro se rebelasse, o imperador Aleixo I Comneno (r. 1081–1118) manteve Gregório como refém, prometendo casá-lo com uma de suas filhas. Mais tarde, após uma tentativa frustrada de Teodoro para resgatá-lo da capital, e dado os maus-tratos de seu tutor, o eunuco Miguel, Gregório arquitetou um plano para escapar da capital, porém acabou sendo traído por seus co-conspiradores e foi preso em Filipópolis.

## História

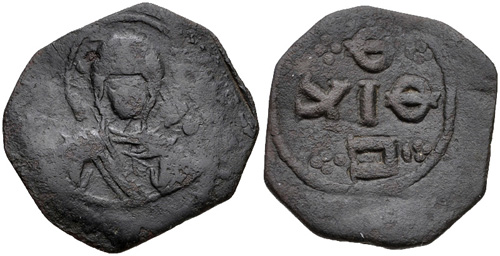
Fólis de cobre cunhado em Trebizonda sob Teodoro Gabras

### Vida em Constantinopla

temas bizantinos em 950. o Tema da Cáldia está situado no extremo nordeste da Anatólia

Gregório foi filho de Teodoro Gabras, um notório comandante militar e governador de Trebizonda, com uma mulher de nome desconhecido. Quando Gregório estava com seu pai em Constantinopla durante o final dos anos 1080, ele envolveu-se com a filha do irmão do imperador Aleixo I Comneno, o sebastocrator Isaac Comneno. Gregório foi deixado na corte imperial e seu pai retornou para Trebizonda. Pouco tempo depois, a mãe de Gregório morre, e seu pai logo se casou novamente, desta vez com uma nobre dos alanos, o que fez dele o primeiro primo da esposa de Isaac Comneno. Quando isto tornou-se conhecido na capital, o noivado de Gregório foi discretamente rompido, pois eles eram agora considerados parentes próximos e, de acordo com as leis civis e eclesiásticas, tais casamentos são proibidos. Aleixo, contudo, estava preocupado com a reação de Teodoro, então ele manteve Gregório na corte como um refém de modo a assegurar o bom comportamento de Teodoro, tranquilizando o governador com a alegação que ele estava pensando em casar Gregório com uma de suas filhas, a princesa Maria Comnena.
Por 1091, Teodoro retornou para a capital e arquitetou um plano para raptar seu filho e levá-lo para Trebizonda. Levou o menino tão longe quanto o porto de Fatos antes de fugir de navio pelo Êuxino. Aleixo foi logo avisado e ele respondeu enviando uma esquadra de navios para capturar pai e filho. Eles alcançaram Teodoro próximo da cidade de Egino e aconselharam-o a entregar seu filho para os representantes do imperador. Para convencê-lo, mais uma vez reiteraram o desejo do imperador de casar Gregório com uma das filhas dele. Vendo que não tinha alternativa, Teodoro obedeceu e Gregório logo encontrou-se mais uma vez dentro de Constantinopla.

### Desafio contra AleixoI

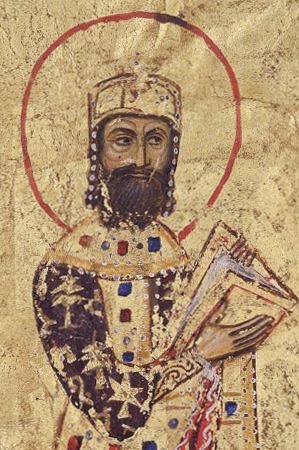
Iluminura de r.

Em seu retorno Aleixo apenas ratificou o contrato de casamento com as formalidades legais e colocou Gregório sob os cuidados de um dos serventes do imperador, o eunuco Miguel. Miguel logo instituiu um programa educacional e marcial rigoroso para o garoto, que Gregório logo ressentiu. Ele não gostava de seu tutor, e teve dificuldade em seguir as regras, e estava irritado por não ter sido tratado com o respeito que um futuro membro da família imperial merecia. Seus pensamentos logo transformaram-se em como ele poderia escapar da corte e retornar para seu pai.
Reunindo um pequeno grupo de conspiradores, alguns dos quais soldados próximos ao imperador, Gregório delineou seus planos para escapar. Um deles, porém, delatou os planos de fuga para Aleixo, mas o imperador se recusou a acreditar. Aqueles poucos que eram leais a Aleixo então arquitetaram uma conspiração para capturar o desavisado Gregório e seus apoiantes em flagrante. Quando Gregório insistiu que ele queria fugir de Constantinopla imediatamente, eles contaram-lhe que não iriam ajudá-lo nessa empreitada a menos que ele garantisse seu plano por um juramento. Gregório concordou e então eles o levaram para a igreja onde um suposto prego usado na crucificação de Jesus Cristo estava guardado. Lá, disseram-lhe para roubar a relíquia sagrada e trazê-la de modo que pudesse jurar por ela. Gregório, sendo jovem e ingênuo, ouviu-os e roubou o objeto sagrado.
Nesse momento, um dos homens que tinha mantido o imperador a par da conspiração foi buscar alguns dos guardas e voltou gritando "Olha, aqui é Gabras, e o prego sagrado está dentro de suas roupas ao lado de seu peito". Gregório foi preso e trazido para a presença do imperador, onde o prego foi revelado. Sendo questionado, admitiu tudo enquanto também revelou o nome de seus apoiantes. Aleixo o considerou culpado e enviou-o para Jorge Mesopotamita, duque de Filipópolis, que foi instruído a mantê-lo preso em uma das torres da cidade. Os co-conspiradores de Gregório foram todos banidos ou presos.

## Biografia
- Ana Comnena (1148). A Alexíada (em inglês). [S.l.: s.n.]